# Cenodoxus – Doctor von Paris
Cenodoxus – Doctor von Paris ist ein deutscher Puppenfilm der Augsburger Puppenkiste aus dem Jahr 1958. Es handelt sich um eine Verfilmung des Werkes Cenodoxus von Jakob Bidermann.

## Handlung
Mariscus will den gelehrten Cenodoxus in seinem Haus aufsuchen. Dort wird er allerdings von dessen Hausfrau Dama abgewiesen, die behauptet, dass im Haus die Pest sei. Unterdessen lebt schon seit längerem Philautia unter dem Namen Phillis im Haus und soll den Doktor zur Sünde führen. Cenodoxus erhält jedoch ebenso Beistand von seinem Schutzengel Cenodoxophylax, der ihm als Albertus begegnet. Da Phillis Cenodoxus nicht dazu bringen kann, Gott zu verfluchen, wird auch noch Hypocrisis unter dem Namen Hippia zu Cenodoxus gesandt. Unterstützung, um auf den rechten Weg zu gelangen, erhält Cenodoxus hingegen von Magda, bei der es sich um Conscientia handelt. Als im weiteren Verlauf Mariscus wieder auftaucht und von der Pest berichtet, will Cenodoxus ihn ins Irrenhaus schicken. Nach Intervention von Magda wird jedoch Dama abgeführt. Im weiteren Verlauf wird Cenodoxus von Morbus, der Krankheit, heimgesucht. Die herbeigerufenen Ärzte sind schließlich mehr am Profit als an der Genesung des Kranken interessiert. Schließlich ereilt Cenodoxus der Tod und er landet vor dem göttlichen Gericht. Währenddessen hört man bei der Beerdigung von Cenodoxus dessen Stimme und sein Klagen. Da Cenodoxus Gott nicht verflucht hat, verzichtet Luzifer darauf, ihn in die Hölle aufzunehmen. Die himmlischen Richter wollen ihn jedoch ebenfalls nicht in den Himmel aufnehmen, weshalb Gott selbst die Entscheidung treffen muss. Letztlich setzt sich zwar Conscientia als Fürsprecherin für Cenodoxus ein, kann das göttliche Urteil der Verdammnis über ihn jedoch nicht verhindern.

## Synchronisation
| Rolle                                             | Synchronsprecher     |
| ------------------------------------------------- | -------------------- |
| Mariscus, Schüler des Cenodoxus                   | Albert Hehn          |
| Dama, Hausfrau des Cenodoxus                      | Liane Kopf           |
| Panurgus, der Teufel der Gelehrsamkeit / Pandolfo | Paul Verhoeven       |
| Asteroth, der Grossherzog der Hölle               | Fritz Rasp           |
| Hypocrisis, die Gleißnerei / Hippia               | Anja Buczkowski      |
| Cenodoxus                                         | Peter Pasetti        |
| Philautia, die Eigenliebe / Phillis               | Ina Peters           |
| Cenodoxophylax / Albertus                         | Hans Baur            |
| Erzengel Michael                                  | Peter Arens          |
| Labeo, Schüler des Cenodoxus                      | Karl Schaidler       |
| Naseo, Schüler des Cenodoxus                      | Werner Uschkurat     |
| Exoristus, ein heimatloser Bettler                | Adalbert Fuhlrott    |
| Ptochus, ein verstümmelter Bettler                | Victor Gehring       |
| Dropax, Ordnungshüter                             | Josef Schaper        |
| Smilax, Ordnungshüter                             | Helmut Fischer       |
| Conscientia, das Gewissen / Magda                 | Eleonore Noelle      |
| Philaretes, ein Klient des Cenodoxus              | Rolf von Nauckhoff   |
| Navegus, der Bettler der geteilten Naturen        | Harald Mannl         |
| Bruno, ein Minister des Königs                    | Peter Martin Urtel   |
| Guarinus, ein Klient des Cenodoxus                | Wolf Petersen        |
| Rusticus, ein Bauer aus Naufragia                 | Kurt Horwitz         |
| Morbus, Gott der Krankheit                        | Kurt Stieler         |
| Dr. Asklepios                                     | Klaus Willi Krause   |
| Dr. Machaon                                       | Hans Magel           |
| Christus, der Herr                                | Horst Tappert        |
| Luzifer, Herr der Hölle und Ankläger              | Peter Lühr           |
| St. Peter                                         | Ralph Turray         |
| St. Paul                                          | Hans Reinhard Müller |
| Asempoloth, Sektretär der Hölle                   | (stumm)              |
| Pausalioth, ein Teufel                            | (stumm)              |
| Mors, der Tod                                     | (stumm)              |
| 4. Schöffe vor dem höchsten Gericht               | (stumm)              |

## Produktion
Der Film wurde für den Bayerischen Rundfunk produziert. Die Dreharbeiten fanden am 18., 20., 21. und 24. März 1958 in München statt. Die Erstausstrahlung erfolgte am 24. März 1958 um 20:55 Uhr im Deutschen Fernsehen.